# Vito d’Asio
Vito d’Asio (friuli nyelven Vît) település Olaszországban, Friuli-Venezia Giulia régióban, Pordenone megyében. Lakosainak száma 719 fő (2023. január 1.). Vito d’Asio Castelnovo del Friuli, Clauzetto, Forgaria nel Friuli, Preone, Tramonti di Sotto, Verzegnis, Cavazzo Carnico, Pinzano al Tagliamento és Trasaghis községekkel határos.

## Népesség
A település lakossága az elmúlt években az alábbi módon változott:
| Lakosok száma | 753  | 734  | 719  |
|               | 2017 | 2018 | 2023 |